# Alexander van Bergen
Alexander van Bergen (Amsterdam, 10 november 1959) is een Nederlands acteur.
Zijn eerste rol was Hans Bos in de televisieserie Spijkerhoek. Na Spijkerhoek speelde hij rollen in onder andere Vrouwenvleugel, Goudkust en Thuis.

## Rollen televisie
- Tien Torens Diep - Vader (2009)
- Sprookjes - meerdere rollen (2004 en 2008)
- Goede tijden, slechte tijden - Henk Schonewille (1995)
- Westenwind - Joske Geuens (2001)
- Spoed - Robert Kaart (2001)
- Thuis (televisieserie) - Yves Akkermans (1998-2001)
- Goudkust - Dirk Bisschop (1997)
- Baantjer - Advocaat Goudsmit (De Cock en de moord op het menu, 1997)
- De Winkel - Pierre Reehorst (1996)
- Oppassen!!! (1996)
- Onderweg naar Morgen - Jacques van Muiden (1996)
- Baantjer - Advocaat Goudsmit (De Cock en de moord op de windhaan, 1995)
- SamSam - Peter (Plezier voor twee, 1995)
- Vrouwenvleugel - René Wouters (1993)
- Medisch Centrum West - Leon Zwart (1992)
- Spijkerhoek - Hans Bos (1990-1991)

## Rollen toneel
Bij Limburgs Project Theater:
- Getemde Feeks (W. Shakespeare)
- De Dienstlift (H. Pinter)
- Andorra (M. Frisch), regie: Franck Van Erven (1986-1988)

Bij Theatergezelschap Yvonne Lex:
- meerdere stukken, regie: Yvonne Lex (1988-1990)

Bij Koninklijke Nederlandse Schouwburg (KNS):
- Midzomernachtsdroom (W. Shakespeare), regie: Pip Broughton (1991)

Bij Speeltheater Gent:
- De Bergamot (improvisatie), regie: Eva Bal
- Kaïet Kaîet (A. Sierens), regie: Arne Sierens (1991 &1993)

Bij het Gebroed:
- Zomernacht (H. Claus), regie: Jan Decleir (1991-1992)

Bij Malpertuis:
- Raket naar de Maan (C. Odets), regie: Warre Borgmans (1997)

Bij Oceaan VZW:
- Monoloog De Betonnen Muur (G. Vermeulen), regie: Geert Vermeulen (2004-heden)